# Montenegrinischer Fußballpokal 2011/12
Der Montenegrinischer Fußballpokal 2011/12 (Kup Crne Gore) war die sechste Austragung des Pokalwettbewerbs im Fußball in Montenegro seit der Unabhängigkeit im Juni 2006. Pokalsieger wurde Zweitligameister FK Čelik Nikšić, der sich im Finale gegen den Vizemeister der ersten Liga und Titelverteidiger FK Rudar Pljevlja durchsetzte.
Durch den Sieg im Finale qualifizierte sich Čelik für die 1. Qualifikationsrunde der UEFA Europa League 2012/13.

## Modus
In der 1. Runde wurde der Sieger in einem Spiel ermittelt. Stand es nach der regulären Spielzeit von 90 Minuten unentschieden, kam es ohne Verlängerung direkt zum Elfmeterschießen.
Im Achtel-, Viertel- und Halbfinale wurden die Sieger in Hin- und Rückspiel ermittelt. Bei Torgleichheit entschied zunächst die Anzahl der auswärts erzielten Tore, danach ohne Verlängerung ein Elfmeterschießen.
Das Finale wurde dagegen im Falle eines Remis zunächst verlängert und gegebenenfalls durch Elfmeterschießen entschieden.

## Teilnehmende Teams
| Prva Liga (12) | Druga Liga (12) | Treća Liga (6) |
| --- | --- | --- |
| - FK Berane - FK Bokelj Kotor - FK Budućnost Podgorica - FK Dečić Tuzi - FK Grbalj Radanovići - FK Lovćen Cetinje - FK Mladost Podgorica - FK Mogren Budva - OFK Petrovac - FK Rudar Pljevlja - FK Sutjeska Nikšić - FK Zeta Golubovci | - OFK Bar - FK Bratsvo Cijevna - FK Čelik Nikšić - FK Ibar Rožaje - FK Igalo 1929 - FK Iskra Danilovgrad - FK Jedinstvo Bijelo Polje - FK Jezero Plav - FK KOM Podgorica - FK Mornar Bar - FK Petnjica - FK Zabjelo | - FK Brskovo Mojkovac (Sieger Nord) - FK Polimlje (Finalist Nord) - FK Blue Star Podgorica (Sieger Zentrum) - FK Drezga (Finalist Zentrum) - FK Arsenal Tivat (Sieger Süd) - FK Otrant Ulcinj (Finalist Süd) |

## 1. Runde
Die letztjährigen Finalisten FK Rudar Pljevlja und FK Mogren Budva erhielten ein Freilos.
| Datum      |                        | Ergebnis        |                        |
| ---------- | ---------------------- | --------------- | ---------------------- |
| 24.08.2011 | FK Polimlje            | 2:0             | FK Dečić Tuzi          |
| 24.08.2011 | FK Petnjica            | 1:2             | FK Zeta Golubovci      |
| 24.08.2011 | FK Mornar Bar          | 4:2             | FK Berane              |
| 24.08.2011 | OFK Petrovac           | 2:0             | FK Iskra Danilovgrad   |
| 24.08.2011 | FK Zabjelo             | 0:2             | FK Sutjeska Nikšić     |
| 24.08.2011 | FK Drezga              | 1:3             | FK Lovćen Cetinje      |
| 24.08.2011 | FK Ibar Rožaje         | 0:2             | FK Mladost Podgorica   |
| 24.08.2011 | FK Otrant Ulcinj       | 0:4             | FK Bokelj Kotor        |
| 24.08.2011 | FK Igalo 1929          | 2:2 (2:4 i. E.) | FK Grbalj Radanovići   |
| 24.08.2011 | FK KOM Podgorica       | 0:3             | FK Budućnost Podgorica |
| 24.08.2011 | FK Arsenal Tivat       | 2:1             | FK Petnjica            |
| 24.08.2011 | FK Brskovo Mojkovac    | 1:0             | OFK Bar                |
| 24.08.2011 | FK Bratsvo Cijevna     | 3:1             | FK Jezero Plav         |
| 25.08.2011 | FK Blue Star Podgorica | 0:2             | FK Čelik Nikšić        |

## Achtelfinale
| Datum             |                           | Gesamt |                        | Hinspiel | Rückspiel |
| ----------------- | ------------------------- | ------ | ---------------------- | -------- | --------- |
| 14.09./28.09.2011 | OFK Petrovac              | 2:0    | FK Brskovo Mojkovac    | 0:0      | 2:0       |
| 14.09./28.09.2011 | FK Mogren Budva           | 4:0    | FK Mornar Bar          | 2:0      | 2:0       |
| 14.09./28.09.2011 | FK Jedinstvo Bijelo Polje | 7:1    | FK Arsenal Tivat       | 3:0      | 4:1       |
| 14.09./28.09.2011 | FK Mladost Podgorica      | 5:4    | FK Bratsvo Cijevna     | 2:0      | 3:4       |
| 14.09./28.09.2011 | FK Lovćen Cetinje         | 0:2    | FK Čelik Nikšić        | 0:1      | 0:1       |
| 14.09./28.09.2011 | FK Rudar Pljevlja         | 4:2    | FK Grbalj Radanovići   | 1:1      | 3:1       |
| 14.09./28.09.2011 | FK Sutjeska Nikšić        | 2:3    | FK Zeta Golubovci      | 2:0      | 0:3       |
| 14.09./28.09.2011 | FK Bokelj Kotor           | 3:2    | FK Budućnost Podgorica | 3:0      | 0:2       |

## Viertelfinale
| Datum             |                           | Gesamt |                      | Hinspiel | Rückspiel |
| ----------------- | ------------------------- | ------ | -------------------- | -------- | --------- |
| 19.10./02.11.2011 | FK Mogren Budva           | 1:4    | FK Rudar Pljevlja    | 1:4      | 0:0       |
| 19.10./02.11.2011 | FK Jedinstvo Bijelo Polje | 3:2    | FK Zeta Golubovci    | 1:0      | 2:2       |
| 19.10./02.11.2011 | OFK Petrovac              | 3:1    | FK Mladost Podgorica | 0:0      | 3:1       |
| 19.10./02.11.2011 | FK Bokelj Kotor           | 1:2    | FK Čelik Nikšić      | 0:1      | 1:1       |

## Halbfinale
| Datum             |                           | Gesamt |                 | Hinspiel | Rückspiel |
| ----------------- | ------------------------- | ------ | --------------- | -------- | --------- |
| 28.03./25.04.2012 | FK Jedinstvo Bijelo Polje | 1:3    | FK Čelik Nikšić | 1:0      | 0:3       |
| 28.03./25.04.2012 | FK Rudar Pljevlja         | 3:1    | OFK Petrovac    | 2:0      | 1:1       |

## Finale
| Paarung           | FK Čelik Nikšić – FK Rudar Pljevlja |
| Ergebnis          | 2:1 (2:0) |
| Datum             | 23. Mai 2012 um 20:15 Uhr MESZ |
| Stadion           | Gradski Stadion pod Goricom, Podgorica |
| Zuschauer         | 7.000 |
| Schiedsrichter    | Željko Radunović |
| Tore              | 1:0 Dubljević (10.) 2:0 Bojić (35.) 2:1 Ivica Jovanović (46.) |
| FK Čelik Nikšić   | Zoran Banović – Aleksandar Dubljević, Darko Bulatović, Veselin Bojić, Ilija Radović – Zijad Adrović, Boris Bulajić, Darko Zorić (82. Milovan Nikolić), Ivan Ivanović – Ljubiša Vukelja (90.+5' Bojan Brnović), Vasilije Jovović (74. Elmir Kuduzović) Cheftrainer: Slavoljub Bubanja    |
| FK Rudar Pljevlja | Milan Mijatović – Vladan Adžić, Miloš Popović (64. Edi Rustemović), Miroje Jovanović, Igor Radusinović (45. Ermin Alić) – Predrag Brnović, Andrija Kaluđerović, Neđeljko Vlahović (76. Miljenko Nerić), Igor Ivanović – Ivica Jovanović, Nenad Stojanović Cheftrainer: Dragan Radojičić |
| Gelbe Karten      | Bulajić, Dubljević, Bojić, Adrović, Rustemović, Kuduzović, Radović – Radusinović, Ivanović, Popović, Bukelja |